# 南京工业大学
南京工业大学（简称南工）是省部共建和江苏省综合改革试点的省属重点建设大学，跨工、理、管、经、文、法、哲、医八个学科门类，也是中国首批“高等学校创新能力提升计划”和“卓越工程师教育培养计划”重点建设大学。

## 历史
南京工业大学于2001年5月由南京化工大学和南京建筑工程学院合并组建而成。
南京化工大学的前身可追溯到源於清末壬寅年（1902年）建立的三江师范学堂。三江师范学堂先后更名为两江师范学堂、南京高等师范学校、国立东南大学、第四中山大学、国立江苏大学、国立中央大学和国立南京大学。1952年，南京大学工学院和金陵大学工科和其他一些学校的相关院系组建南京工学院。1958年，南京工学院化工系被划出建立南京化工学院，1995年4月更名为南京化工大学。
南京建筑工程学院的前身是创建于1915年的同济医工学堂机师科；1933年更名为同济高级职业学校，1950年更名为南京建筑工程学校，1980年5月升格为南京建筑工程学院。
南京工业大学发展成为以工科为主的多学科综合性大学。

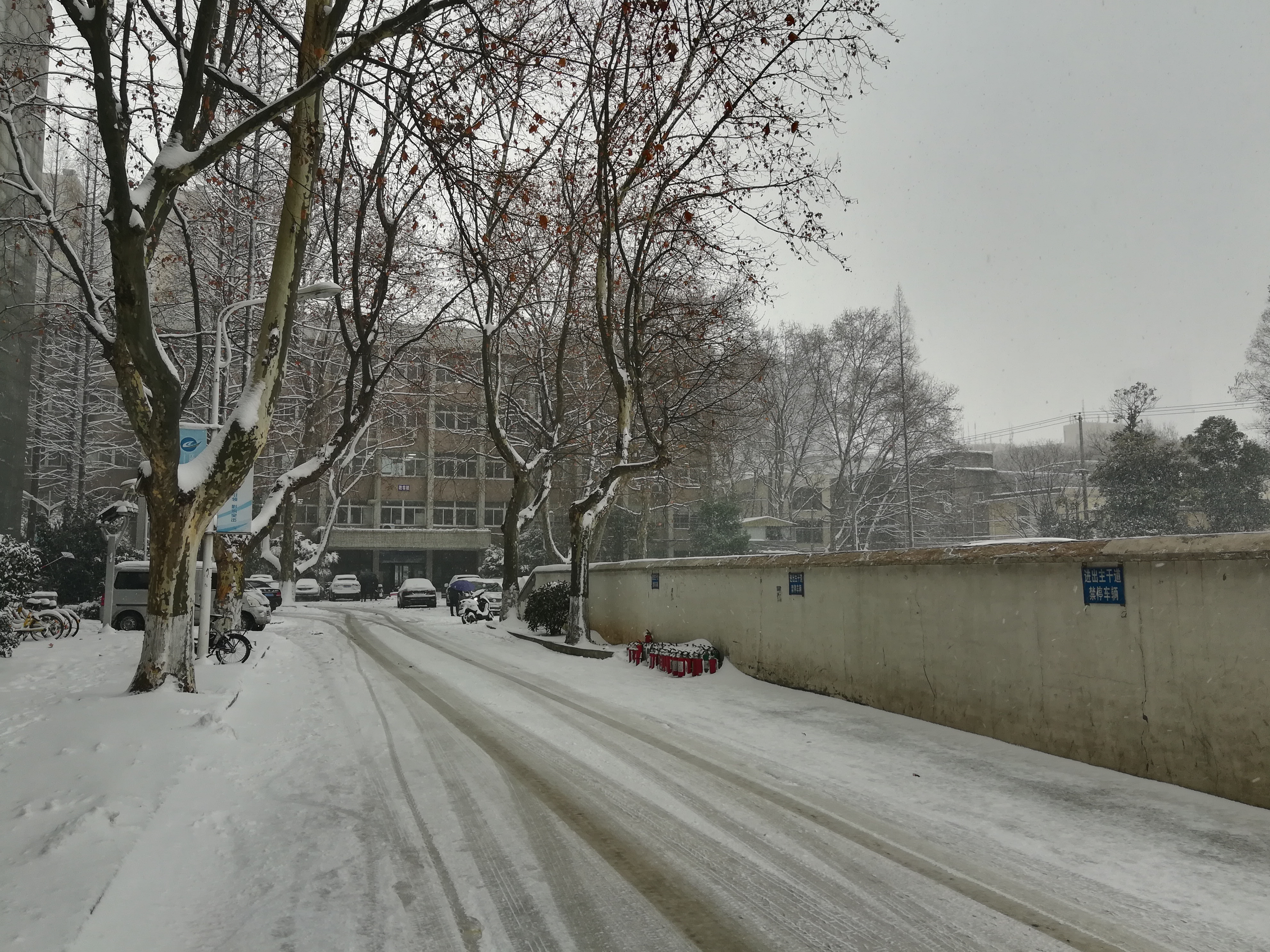
南京工业大学丁家桥校区教学楼

历史沿革图：
|                                 |                                 |                                 |                                 |                                      |                                      |                                      |                                      |                                      |                                      |                                                  |                                                  |                                                  |                                                  |                                                  |                                                  |                               |                               |                               |                               |                               |                               |  |  | 同济医工学堂机师科 （1915年）                             |                                                           |                                                           |                                                           |                                                           |                                                           |  |  |  |  |  |  |  |  |  |  |  |  |  |  |  |  |  |  |  |  |  |  |  |  |
|                                 |                                 |                                 |                                 |                                      |                                      |                                      |                                      |                                      |                                      |                                                  |                                                  |                                                  |                                                  |                                                  |                                                  |                               |                               |                               |                               |                               |                               |  |  |                                                           |                                                           |                                                           |                                                           |                                                           |                                                           |  |  |  |  |  |  |  |  |  |  |  |  |  |  |  |  |  |  |  |  |  |  |  |  |
| 三江师范学堂 （1902年）         | 三江师范学堂 （1902年）         | 三江师范学堂 （1902年）         | 三江师范学堂 （1902年）         | 三江师范学堂 （1902年）              | 三江师范学堂 （1902年）              |                                      |                                      |                                      |                                      |                                                  |                                                  |                                                  |                                                  |                                                  |                                                  |                               |                               |                               |                               |                               |                               |  |  | 同济医工学堂附设中等机师科 （1922年）                     | 同济医工学堂附设中等机师科 （1922年）                     | 同济医工学堂附设中等机师科 （1922年）                     | 同济医工学堂附设中等机师科 （1922年）                     | 同济医工学堂附设中等机师科 （1922年）                     | 同济医工学堂附设中等机师科 （1922年）                     |  |  |  |  |  |  |  |  |  |  |  |  |  |  |  |  |  |  |  |  |  |  |  |  |
| 三江师范学堂 （1902年）         | 三江师范学堂 （1902年）         | 三江师范学堂 （1902年）         | 三江师范学堂 （1902年）         | 三江师范学堂 （1902年）              | 三江师范学堂 （1902年）              |                                      |                                      |                                      |                                      |                                                  |                                                  |                                                  |                                                  |                                                  |                                                  |                               |                               |                               |                               |                               |                               |  |  | 同济医工学堂附设中等机师科 （1922年）                     | 同济医工学堂附设中等机师科 （1922年）                     | 同济医工学堂附设中等机师科 （1922年）                     | 同济医工学堂附设中等机师科 （1922年）                     | 同济医工学堂附设中等机师科 （1922年）                     | 同济医工学堂附设中等机师科 （1922年）                     |  |  |  |  |  |  |  |  |  |  |  |  |  |  |  |  |  |  |  |  |  |  |  |  |
| 两江师范学堂 （1905年）         | 两江师范学堂 （1905年）         | 两江师范学堂 （1905年）         | 两江师范学堂 （1905年）         | 两江师范学堂 （1905年）              | 两江师范学堂 （1905年）              |                                      |                                      |                                      |                                      |                                                  |                                                  |                                                  |                                                  |                                                  |                                                  |                               |                               |                               |                               |                               |                               |  |  | 同济医工学堂附设机师学校 （1926年）                       | 同济医工学堂附设机师学校 （1926年）                       | 同济医工学堂附设机师学校 （1926年）                       | 同济医工学堂附设机师学校 （1926年）                       | 同济医工学堂附设机师学校 （1926年）                       | 同济医工学堂附设机师学校 （1926年）                       |  |  |  |  |  |  |  |  |  |  |  |  |  |  |  |  |  |  |  |  |  |  |  |  |
| 两江师范学堂 （1905年）         | 两江师范学堂 （1905年）         | 两江师范学堂 （1905年）         | 两江师范学堂 （1905年）         | 两江师范学堂 （1905年）              | 两江师范学堂 （1905年）              |                                      |                                      |                                      |                                      |                                                  |                                                  |                                                  |                                                  |                                                  |                                                  |                               |                               |                               |                               |                               |                               |  |  | 同济医工学堂附设机师学校 （1926年）                       | 同济医工学堂附设机师学校 （1926年）                       | 同济医工学堂附设机师学校 （1926年）                       | 同济医工学堂附设机师学校 （1926年）                       | 同济医工学堂附设机师学校 （1926年）                       | 同济医工学堂附设机师学校 （1926年）                       |  |  |  |  |  |  |  |  |  |  |  |  |  |  |  |  |  |  |  |  |  |  |  |  |
| 南京高等师范专科学校 （1912年） | 南京高等师范专科学校 （1912年） | 南京高等师范专科学校 （1912年） | 南京高等师范专科学校 （1912年） | 南京高等师范专科学校 （1912年）      | 南京高等师范专科学校 （1912年）      |                                      |                                      | 第四中山大学化学工程科 （1927年6月） | 第四中山大学化学工程科 （1927年6月） | 第四中山大学化学工程科 （1927年6月）             | 第四中山大学化学工程科 （1927年6月）             | 第四中山大学化学工程科 （1927年6月）             | 第四中山大学化学工程科 （1927年6月）             |                                                  |                                                  | 金陵大学工业化学科 （1921年） | 金陵大学工业化学科 （1921年） | 金陵大学工业化学科 （1921年） | 金陵大学工业化学科 （1921年） | 金陵大学工业化学科 （1921年） | 金陵大学工业化学科 （1921年） |  |  | 同济大学附设高级职业学校土木科 （1933年）                 | 同济大学附设高级职业学校土木科 （1933年）                 | 同济大学附设高级职业学校土木科 （1933年）                 | 同济大学附设高级职业学校土木科 （1933年）                 | 同济大学附设高级职业学校土木科 （1933年）                 | 同济大学附设高级职业学校土木科 （1933年）                 |  |  |  |  |  |  |  |  |  |  |  |  |  |  |  |  |  |  |  |  |  |  |  |  |
| 南京高等师范专科学校 （1912年） | 南京高等师范专科学校 （1912年） | 南京高等师范专科学校 （1912年） | 南京高等师范专科学校 （1912年） | 南京高等师范专科学校 （1912年）      | 南京高等师范专科学校 （1912年）      |                                      |                                      | 第四中山大学化学工程科 （1927年6月） | 第四中山大学化学工程科 （1927年6月） | 第四中山大学化学工程科 （1927年6月）             | 第四中山大学化学工程科 （1927年6月）             | 第四中山大学化学工程科 （1927年6月）             | 第四中山大学化学工程科 （1927年6月）             |                                                  |                                                  | 金陵大学工业化学科 （1921年） | 金陵大学工业化学科 （1921年） | 金陵大学工业化学科 （1921年） | 金陵大学工业化学科 （1921年） | 金陵大学工业化学科 （1921年） | 金陵大学工业化学科 （1921年） |  |  | 同济大学附设高级职业学校土木科 （1933年）                 | 同济大学附设高级职业学校土木科 （1933年）                 | 同济大学附设高级职业学校土木科 （1933年）                 | 同济大学附设高级职业学校土木科 （1933年）                 | 同济大学附设高级职业学校土木科 （1933年）                 | 同济大学附设高级职业学校土木科 （1933年）                 |  |  |  |  |  |  |  |  |  |  |  |  |  |  |  |  |  |  |  |  |  |  |  |  |
|                                 |                                 |                                 |                                 |                                      |                                      |                                      |                                      |                                      |                                      |                                                  |                                                  |                                                  |                                                  |                                                  |                                                  |                               |                               |                               |                               |                               |                               |  |  |                                                           |                                                           |                                                           |                                                           |                                                           |                                                           |  |  |  |  |  |  |  |  |  |  |  |  |  |  |  |  |  |  |  |  |  |  |  |  |
|                                 |                                 |                                 |                                 | 国立中央大学化学工程科 （1928年5月） | 国立中央大学化学工程科 （1928年5月） | 国立中央大学化学工程科 （1928年5月） | 国立中央大学化学工程科 （1928年5月） | 国立中央大学化学工程科 （1928年5月） | 国立中央大学化学工程科 （1928年5月） |                                                  |                                                  |                                                  |                                                  |                                                  |                                                  | 金陵大学工业化学系 （1936年） | 金陵大学工业化学系 （1936年） | 金陵大学工业化学系 （1936年） | 金陵大学工业化学系 （1936年） | 金陵大学工业化学系 （1936年） | 金陵大学工业化学系 （1936年） |  |  | 同济高级工业学校土木科 （1951年）                         | 同济高级工业学校土木科 （1951年）                         | 同济高级工业学校土木科 （1951年）                         | 同济高级工业学校土木科 （1951年）                         | 同济高级工业学校土木科 （1951年）                         | 同济高级工业学校土木科 （1951年）                         |  |  |  |  |  |  |  |  |  |  |  |  |  |  |  |  |  |  |  |  |  |  |  |  |
|                                 |                                 |                                 |                                 | 国立中央大学化学工程科 （1928年5月） | 国立中央大学化学工程科 （1928年5月） | 国立中央大学化学工程科 （1928年5月） | 国立中央大学化学工程科 （1928年5月） | 国立中央大学化学工程科 （1928年5月） | 国立中央大学化学工程科 （1928年5月） |                                                  |                                                  |                                                  |                                                  |                                                  |                                                  | 金陵大学工业化学系 （1936年） | 金陵大学工业化学系 （1936年） | 金陵大学工业化学系 （1936年） | 金陵大学工业化学系 （1936年） | 金陵大学工业化学系 （1936年） | 金陵大学工业化学系 （1936年） |  |  | 同济高级工业学校土木科 （1951年）                         | 同济高级工业学校土木科 （1951年）                         | 同济高级工业学校土木科 （1951年）                         | 同济高级工业学校土木科 （1951年）                         | 同济高级工业学校土木科 （1951年）                         | 同济高级工业学校土木科 （1951年）                         |  |  |  |  |  |  |  |  |  |  |  |  |  |  |  |  |  |  |  |  |  |  |  |  |
|                                 |                                 |                                 |                                 | 国立中央大学化学工程系 （1933年）    | 国立中央大学化学工程系 （1933年）    | 国立中央大学化学工程系 （1933年）    | 国立中央大学化学工程系 （1933年）    | 国立中央大学化学工程系 （1933年）    | 国立中央大学化学工程系 （1933年）    |                                                  |                                                  |                                                  |                                                  |                                                  |                                                  | 金陵大学化学工程系 （1939年） | 金陵大学化学工程系 （1939年） | 金陵大学化学工程系 （1939年） | 金陵大学化学工程系 （1939年） | 金陵大学化学工程系 （1939年） | 金陵大学化学工程系 （1939年） |  |  | 南京基建工程学校 （1953年1月，一机部领导）                | 南京基建工程学校 （1953年1月，一机部领导）                | 南京基建工程学校 （1953年1月，一机部领导）                | 南京基建工程学校 （1953年1月，一机部领导）                | 南京基建工程学校 （1953年1月，一机部领导）                | 南京基建工程学校 （1953年1月，一机部领导）                |  |  |  |  |  |  |  |  |  |  |  |  |  |  |  |  |  |  |  |  |  |  |  |  |
|                                 |                                 |                                 |                                 | 国立中央大学化学工程系 （1933年）    | 国立中央大学化学工程系 （1933年）    | 国立中央大学化学工程系 （1933年）    | 国立中央大学化学工程系 （1933年）    | 国立中央大学化学工程系 （1933年）    | 国立中央大学化学工程系 （1933年）    |                                                  |                                                  |                                                  |                                                  |                                                  |                                                  | 金陵大学化学工程系 （1939年） | 金陵大学化学工程系 （1939年） | 金陵大学化学工程系 （1939年） | 金陵大学化学工程系 （1939年） | 金陵大学化学工程系 （1939年） | 金陵大学化学工程系 （1939年） |  |  | 南京基建工程学校 （1953年1月，一机部领导）                | 南京基建工程学校 （1953年1月，一机部领导）                | 南京基建工程学校 （1953年1月，一机部领导）                | 南京基建工程学校 （1953年1月，一机部领导）                | 南京基建工程学校 （1953年1月，一机部领导）                | 南京基建工程学校 （1953年1月，一机部领导）                |  |  |  |  |  |  |  |  |  |  |  |  |  |  |  |  |  |  |  |  |  |  |  |  |
|                                 |                                 |                                 |                                 |                                      |                                      |                                      |                                      |                                      |                                      |                                                  |                                                  |                                                  |                                                  |                                                  |                                                  |                               |                               |                               |                               |                               |                               |  |  |                                                           |                                                           |                                                           |                                                           |                                                           |                                                           |  |  |  |  |  |  |  |  |  |  |  |  |  |  |  |  |  |  |  |  |  |  |  |  |
|                                 |                                 |                                 |                                 |                                      |                                      |                                      |                                      |                                      |                                      | 南京大学化学工程系 （1949年）                    | 南京大学化学工程系 （1949年）                    | 南京大学化学工程系 （1949年）                    | 南京大学化学工程系 （1949年）                    | 南京大学化学工程系 （1949年）                    | 南京大学化学工程系 （1949年）                    |                               |                               |                               |                               |                               |                               |  |  | 南京建筑工程学校 （1953年4月）                            | 南京建筑工程学校 （1953年4月）                            | 南京建筑工程学校 （1953年4月）                            | 南京建筑工程学校 （1953年4月）                            | 南京建筑工程学校 （1953年4月）                            | 南京建筑工程学校 （1953年4月）                            |  |  |  |  |  |  |  |  |  |  |  |  |  |  |  |  |  |  |  |  |  |  |  |  |
|                                 |                                 |                                 |                                 |                                      |                                      |                                      |                                      |                                      |                                      | 南京大学化学工程系 （1949年）                    | 南京大学化学工程系 （1949年）                    | 南京大学化学工程系 （1949年）                    | 南京大学化学工程系 （1949年）                    | 南京大学化学工程系 （1949年）                    | 南京大学化学工程系 （1949年）                    |                               |                               |                               |                               |                               |                               |  |  | 南京建筑工程学校 （1953年4月）                            | 南京建筑工程学校 （1953年4月）                            | 南京建筑工程学校 （1953年4月）                            | 南京建筑工程学校 （1953年4月）                            | 南京建筑工程学校 （1953年4月）                            | 南京建筑工程学校 （1953年4月）                            |  |  |  |  |  |  |  |  |  |  |  |  |  |  |  |  |  |  |  |  |  |  |  |  |
|                                 |                                 |                                 |                                 |                                      |                                      |                                      |                                      |                                      |                                      | 南京工学院化学工程系 （1952年）                  | 南京工学院化学工程系 （1952年）                  | 南京工学院化学工程系 （1952年）                  | 南京工学院化学工程系 （1952年）                  | 南京工学院化学工程系 （1952年）                  | 南京工学院化学工程系 （1952年）                  |                               |                               |                               |                               |                               |                               |  |  | 建筑工程部南京建筑工程学校 （1954年，中央建筑工程部管理） | 建筑工程部南京建筑工程学校 （1954年，中央建筑工程部管理） | 建筑工程部南京建筑工程学校 （1954年，中央建筑工程部管理） | 建筑工程部南京建筑工程学校 （1954年，中央建筑工程部管理） | 建筑工程部南京建筑工程学校 （1954年，中央建筑工程部管理） | 建筑工程部南京建筑工程学校 （1954年，中央建筑工程部管理） |  |  |  |  |  |  |  |  |  |  |  |  |  |  |  |  |  |  |  |  |  |  |  |  |
|                                 |                                 |                                 |                                 |                                      |                                      |                                      |                                      |                                      |                                      | 南京工学院化学工程系 （1952年）                  | 南京工学院化学工程系 （1952年）                  | 南京工学院化学工程系 （1952年）                  | 南京工学院化学工程系 （1952年）                  | 南京工学院化学工程系 （1952年）                  | 南京工学院化学工程系 （1952年）                  |                               |                               |                               |                               |                               |                               |  |  | 建筑工程部南京建筑工程学校 （1954年，中央建筑工程部管理） | 建筑工程部南京建筑工程学校 （1954年，中央建筑工程部管理） | 建筑工程部南京建筑工程学校 （1954年，中央建筑工程部管理） | 建筑工程部南京建筑工程学校 （1954年，中央建筑工程部管理） | 建筑工程部南京建筑工程学校 （1954年，中央建筑工程部管理） | 建筑工程部南京建筑工程学校 （1954年，中央建筑工程部管理） |  |  |  |  |  |  |  |  |  |  |  |  |  |  |  |  |  |  |  |  |  |  |  |  |
|                                 |                                 |                                 |                                 |                                      |                                      |                                      |                                      |                                      |                                      | 南京化工学院 （1958年8月18日，江苏省工业厅领导） | 南京化工学院 （1958年8月18日，江苏省工业厅领导） | 南京化工学院 （1958年8月18日，江苏省工业厅领导） | 南京化工学院 （1958年8月18日，江苏省工业厅领导） | 南京化工学院 （1958年8月18日，江苏省工业厅领导） | 南京化工学院 （1958年8月18日，江苏省工业厅领导） |                               |                               |                               |                               |                               |                               |  |  | 江苏省南京建筑工程学校 （1958年，江苏省建设厅领导）       | 江苏省南京建筑工程学校 （1958年，江苏省建设厅领导）       | 江苏省南京建筑工程学校 （1958年，江苏省建设厅领导）       | 江苏省南京建筑工程学校 （1958年，江苏省建设厅领导）       | 江苏省南京建筑工程学校 （1958年，江苏省建设厅领导）       | 江苏省南京建筑工程学校 （1958年，江苏省建设厅领导）       |  |  |  |  |  |  |  |  |  |  |  |  |  |  |  |  |  |  |  |  |  |  |  |  |
|                                 |                                 |                                 |                                 |                                      |                                      |                                      |                                      |                                      |                                      | 南京化工学院 （1958年8月18日，江苏省工业厅领导） | 南京化工学院 （1958年8月18日，江苏省工业厅领导） | 南京化工学院 （1958年8月18日，江苏省工业厅领导） | 南京化工学院 （1958年8月18日，江苏省工业厅领导） | 南京化工学院 （1958年8月18日，江苏省工业厅领导） | 南京化工学院 （1958年8月18日，江苏省工业厅领导） |                               |                               |                               |                               |                               |                               |  |  | 江苏省南京建筑工程学校 （1958年，江苏省建设厅领导）       | 江苏省南京建筑工程学校 （1958年，江苏省建设厅领导）       | 江苏省南京建筑工程学校 （1958年，江苏省建设厅领导）       | 江苏省南京建筑工程学校 （1958年，江苏省建设厅领导）       | 江苏省南京建筑工程学校 （1958年，江苏省建设厅领导）       | 江苏省南京建筑工程学校 （1958年，江苏省建设厅领导）       |  |  |  |  |  |  |  |  |  |  |  |  |  |  |  |  |  |  |  |  |  |  |  |  |
|                                 |                                 |                                 |                                 |                                      |                                      |                                      |                                      |                                      |                                      | 南京化工学院 （1963年，化学工业部领导）          | 南京化工学院 （1963年，化学工业部领导）          | 南京化工学院 （1963年，化学工业部领导）          | 南京化工学院 （1963年，化学工业部领导）          | 南京化工学院 （1963年，化学工业部领导）          | 南京化工学院 （1963年，化学工业部领导）          |                               |                               |                               |                               |                               |                               |  |  | 南京建筑工程学校 （1964年，第二机械工业部领导）           | 南京建筑工程学校 （1964年，第二机械工业部领导）           | 南京建筑工程学校 （1964年，第二机械工业部领导）           | 南京建筑工程学校 （1964年，第二机械工业部领导）           | 南京建筑工程学校 （1964年，第二机械工业部领导）           | 南京建筑工程学校 （1964年，第二机械工业部领导）           |  |  |  |  |  |  |  |  |  |  |  |  |  |  |  |  |  |  |  |  |  |  |  |  |
|                                 |                                 |                                 |                                 |                                      |                                      |                                      |                                      |                                      |                                      | 南京化工学院 （1963年，化学工业部领导）          | 南京化工学院 （1963年，化学工业部领导）          | 南京化工学院 （1963年，化学工业部领导）          | 南京化工学院 （1963年，化学工业部领导）          | 南京化工学院 （1963年，化学工业部领导）          | 南京化工学院 （1963年，化学工业部领导）          |                               |                               |                               |                               |                               |                               |  |  | 南京建筑工程学校 （1964年，第二机械工业部领导）           | 南京建筑工程学校 （1964年，第二机械工业部领导）           | 南京建筑工程学校 （1964年，第二机械工业部领导）           | 南京建筑工程学校 （1964年，第二机械工业部领导）           | 南京建筑工程学校 （1964年，第二机械工业部领导）           | 南京建筑工程学校 （1964年，第二机械工业部领导）           |  |  |  |  |  |  |  |  |  |  |  |  |  |  |  |  |  |  |  |  |  |  |  |  |
|                                 |                                 |                                 |                                 |                                      |                                      |                                      |                                      |                                      |                                      | 南京化工大学 （1995年）                          | 南京化工大学 （1995年）                          | 南京化工大学 （1995年）                          | 南京化工大学 （1995年）                          | 南京化工大学 （1995年）                          | 南京化工大学 （1995年）                          |                               |                               |                               |                               |                               |                               |  |  | 南京建筑工程学院 （1980年，国家建筑工程总局领导）         | 南京建筑工程学院 （1980年，国家建筑工程总局领导）         | 南京建筑工程学院 （1980年，国家建筑工程总局领导）         | 南京建筑工程学院 （1980年，国家建筑工程总局领导）         | 南京建筑工程学院 （1980年，国家建筑工程总局领导）         | 南京建筑工程学院 （1980年，国家建筑工程总局领导）         |  |  |  |  |  |  |  |  |  |  |  |  |  |  |  |  |  |  |  |  |  |  |  |  |
|                                 |                                 |                                 |                                 |                                      |                                      |                                      |                                      |                                      |                                      | 南京化工大学 （1995年）                          | 南京化工大学 （1995年）                          | 南京化工大学 （1995年）                          | 南京化工大学 （1995年）                          | 南京化工大学 （1995年）                          | 南京化工大学 （1995年）                          |                               |                               |                               |                               |                               |                               |  |  | 南京建筑工程学院 （1980年，国家建筑工程总局领导）         | 南京建筑工程学院 （1980年，国家建筑工程总局领导）         | 南京建筑工程学院 （1980年，国家建筑工程总局领导）         | 南京建筑工程学院 （1980年，国家建筑工程总局领导）         | 南京建筑工程学院 （1980年，国家建筑工程总局领导）         | 南京建筑工程学院 （1980年，国家建筑工程总局领导）         |  |  |  |  |  |  |  |  |  |  |  |  |  |  |  |  |  |  |  |  |  |  |  |  |
|                                 |                                 |                                 |                                 |                                      |                                      |                                      |                                      |                                      |                                      | 南京化工大学 （1998年，江苏省领导）              | 南京化工大学 （1998年，江苏省领导）              | 南京化工大学 （1998年，江苏省领导）              | 南京化工大学 （1998年，江苏省领导）              | 南京化工大学 （1998年，江苏省领导）              | 南京化工大学 （1998年，江苏省领导）              |                               |                               |                               |                               |                               |                               |  |  | 南京建筑工程学院 （2000年，江苏省管理）                   | 南京建筑工程学院 （2000年，江苏省管理）                   | 南京建筑工程学院 （2000年，江苏省管理）                   | 南京建筑工程学院 （2000年，江苏省管理）                   | 南京建筑工程学院 （2000年，江苏省管理）                   | 南京建筑工程学院 （2000年，江苏省管理）                   |  |  |  |  |  |  |  |  |  |  |  |  |  |  |  |  |  |  |  |  |  |  |  |  |
|                                 |                                 |                                 |                                 |                                      |                                      |                                      |                                      |                                      |                                      | 南京化工大学 （1998年，江苏省领导）              | 南京化工大学 （1998年，江苏省领导）              | 南京化工大学 （1998年，江苏省领导）              | 南京化工大学 （1998年，江苏省领导）              | 南京化工大学 （1998年，江苏省领导）              | 南京化工大学 （1998年，江苏省领导）              |                               |                               |                               |                               |                               |                               |  |  | 南京建筑工程学院 （2000年，江苏省管理）                   | 南京建筑工程学院 （2000年，江苏省管理）                   | 南京建筑工程学院 （2000年，江苏省管理）                   | 南京建筑工程学院 （2000年，江苏省管理）                   | 南京建筑工程学院 （2000年，江苏省管理）                   | 南京建筑工程学院 （2000年，江苏省管理）                   |  |  |  |  |  |  |  |  |  |  |  |  |  |  |  |  |  |  |  |  |  |  |  |  |
|                                 |                                 |                                 |                                 |                                      |                                      |                                      |                                      |                                      |                                      |                                                  |                                                  |                                                  |                                                  |                                                  |                                                  |                               |                               |                               |                               |                               |                               |  |  |                                                           |                                                           |                                                           |                                                           |                                                           |                                                           |  |  |  |  |  |  |  |  |  |  |  |  |  |  |  |  |  |  |  |  |  |  |  |  |
|                                 |                                 |                                 |                                 |                                      |                                      |                                      |                                      |                                      |                                      |                                                  |                                                  |                                                  |                                                  |                                                  |                                                  |                               |                               | 南京工业大学 （2001年5月）    |                               |                               |                               |  |  |                                                           |                                                           |                                                           |                                                           |                                                           |                                                           |  |  |  |  |  |  |  |  |  |  |  |  |  |  |  |  |  |  |  |  |  |  |  |  |

注：
1. ↑  南京工专和苏州工专的应用化学科合并成立第四中山大学化学工程科。
2. ↑  简称“同济高职”。
3. ↑  简称“同济高工”。
4. ↑  从上海迁到南京。
5. ↑  上海市机械工业学校一年级和咸阳机械工业学校土木科二年级部分师生并入。
6. ↑  江苏省城市建设工程学校并入，洛阳地质勘探学校测量专业二年级、苏州建筑工程学校工程地质与水文地质专业、洛阳建筑工程学校测量专业部分师生并入。

## 参看
- 南京工学院
- 南京大学
- 国立南京大学
- 国立中央大学
- 金陵大学